# Fritada de tordos
Para outros significados de fritada, veja Fritada
Fritada de tordos ou fritada dos passarinheiros é um prato tradicional da culinária de Portugal. Os tordos são pássaros indesejáveis e, por isso, alvo de caçadores e ingrediente de excelência para o arroz de tordos e para as fritadas. Os passarinhos são limpos, abertos ao meio, temperados com sal grosso e postos a repousar. Fritam-se em azeite, retiram-se e faz-se no mesmo azeite um refogado com cebola e presunto; junta-se louro, canela, pimenta e malagueta e juntam-se os tordos fritos para acabarem de cozinhar.  Numa receita, cobrem-se de água, noutra de vinho branco e pedaços de limão, usados para marinar os pássaros. 